# Adamuz
Adamuz é um município da Espanha na província de Córdova, comunidade autónoma da Andaluzia. Tem 333,8 km² de área e em 2021 tinha 4 141 habitantes (densidade: 12,4 hab./km²).

## Demografia
| Variação demográfica do município entre 1991 e 2004 | Variação demográfica do município entre 1991 e 2004 | Variação demográfica do município entre 1991 e 2004 | Variação demográfica do município entre 1991 e 2004 |
| --------------------------------------------------- | --------------------------------------------------- | --------------------------------------------------- | --------------------------------------------------- |
| 1991                                                | 1996                                                | 2001                                                | 2004                                                |
| 4528                                                | 4466                                                | 4330                                                | 4397                                                |